# Ligue A 2019-2020 (femminile)
La Ligue A 2019-2020 si è svolta dal 4 ottobre 2019 al 7 marzo 2020: al torneo hanno partecipato quattordici squadre di club francesi e la vittoria finale non è stata assegnata ad alcuna squadra a causa dell'interruzione del campionato a seguito della pandemia di COVID-19.

## Regolamento

### Formula
Le squadre avrebbero dovuto disputato un girone all'italiana, con gare di andata e ritorno, per un totale di ventisei giornate; al termine della regular season:
- Le prime otto classificate (ripescando la nona classificata nel caso in cui l'IFVB avesse terminato la stagione regolare nelle prime otto posizioni) avrebbero dovuto accedere ai play-off scudetto, strutturati in quarti di finale, semifinali e finale, tutte giocate al meglio di due vittorie su tre gare.
- L'ultima classificata sarebbe stata retrocessa in Élite (nel caso in cui l'ultima classificata sarebbe stato l'IFVB, sarebbe retrocessa la tredicesima classificata)[2].

A seguito del diffondersi in Francia della pandemia di COVID-19, il campionato è stato sospeso il 7 marzo 2020: l'11 aprile 2020 il comitato direttivo della LNV ha decretato la chiusura anticipata del campionato senza assegnazione dello scudetto considerando tuttavia valida la classifica in essere al momento della sospensione del torneo sia in merito alla qualificazione alle coppe europee che alla retrocessione.

### Criteri di classifica
Se il risultato finale è stato di 3-0 o 3-1 sono stati assegnati 3 punti alla squadra vincente e 0 a quella sconfitta, se il risultato finale è stato di 3-2 sono stati assegnati 2 punti alla squadra vincente e 1 a quella sconfitta.
L'ordine del posizionamento in classifica è stato definito in base a:
- Punti;
- Numero di partite vinte;
- Ratio dei set vinti/persi;
- Ratio dei punti realizzati/subiti[2].

## Squadre partecipanti
| Club                 | Stagione | Città               | Impianto                           | Stagione precedente                                 |
| -------------------- | -------- | ------------------- | ---------------------------------- | --------------------------------------------------- |
| ASPTT Mulhouse       | dettagli | Mulhouse            | Palais des Sports                  | 1ª in Ligue A; quarti di finale play-off scudetto   |
| Béziers              | dettagli | Béziers             | Halle Four à Chaux                 | 5ª in Ligue A; quarti di finale play-off promozione |
| Chamalières          | dettagli | Chamalières         | Complexe Sportif Pierre Chatrousse | 12ª in Ligue A                                      |
| IFVB                 | dettagli | Tolosa              | Gymnase du Cosec                   | 14ª in Ligue A                                      |
| Marcq-en-Barœul      | dettagli | Marcq-en-Barœul     | Salle Saint Exupéry                | 8ª in Ligue A; semifinali play-off scudetto         |
| Mougins              | dettagli | Mougins             | Salle Roger Duhalde                | 10ª in Ligue A                                      |
| Nantes               | dettagli | Nantes              | Complexe Sportif Mangin Beaulieu   | 4ª in Ligue A; finale play-off scudetto             |
| RC Cannes            | dettagli | Cannes              | Palais des Victoires               | 2ª in Ligue A; campione di Francia                  |
| Saint-Raphaël        | dettagli | Saint-Raphaël       | Salle Pierre Clere                 | 7ª in Ligue A; quarti di finale play-off scudetto   |
| Saint-Cloud Paris SF | dettagli | Parigi              | Gymnase Geo André                  | 9ª in Ligue A                                       |
| Terville Florange    | dettagli | Terville            | Gymnase Municipal                  | 1ª in Élite; vincitrice play-off promozione         |
| Vandœuvre Nancy      | dettagli | Vandœuvre-lès-Nancy | Parc des Sports                    | 11ª in Ligue A                                      |
| Venelles             | dettagli | Venelles            | Halle des Sports                   | 6ª in Ligue A; quarti di finale play-off scudetto   |
| Volero Le Cannet     | dettagli | Le Cannet           | Gymnase Maillan                    | 3ª in Ligue A; semifinali play-off scudetto         |

## Torneo

### Regular season

#### Risultati
| Prima giornata |                                      |     |                            |
|                |                                      |     |                            |
| 04-10          | RC Cannes - Venelles                 | 3-1 | 25-13, 25-17, 21-25, 25-15 |
| 04-10          | Nantes - Terville Florange           | 3-0 | 25-17, 25-21, 25-21        |
| 05-10          | Saint-Cloud Paris SF - Saint-Raphaël | 0-3 | 26-28, 19-25, 20-25        |
| 05-10          | ASPTT Mulhouse - Chamalières         | 3-0 | 25-7, 25-17, 25-17         |
| 05-10          | Vandœuvre Nancy - Marcq-en-Barœul    | 3-0 | 25-22, 25-16, 25-20        |
| 05-10          | Mougins - IFVB                       | 3-0 | 25-18, 25-17, 25-20        |
| 05-10          | Béziers - Volero Le Cannet           | 3-1 | 25-21, 25-21, 22-25, 25-13 |

| Seconda giornata |                                      |     |                                   |
|                  |                                      |     |                                   |
| 08-10            | Saint-Raphaël - Béziers              | 0-3 | 21-25, 15-25, 19-25               |
| 08-10            | RC Cannes - Mougins                  | 3-0 | 25-18, 25-17, 25-18               |
| 08-10            | Marcq-en-Barœul - ASPTT Mulhouse     | 1-3 | 27-25, 23-25, 21-25, 19-25        |
| 08-10            | Volero Le Cannet - Terville Florange | 3-2 | 25-15, 25-16, 23-25, 21-25, 15-10 |
| 08-10            | IFVB - Saint-Cloud Paris SF          | 2-3 | 21-25, 17-25, 25-17, 25-22, 13-15 |
| 08-10            | Chamalières - Vandœuvre Nancy        | 1-3 | 25-22, 9-25, 22-25, 16-25         |
| 08-10            | Venelles - Nantes                    | 2-3 | 18-25, 30-28, 18-25, 25-21, 12-15 |

| Terza giornata |                                         |     |                                  |
|                |                                         |     |                                  |
| 12-10          | Nantes - Marcq-en-Barœul                | 3-0 | 26-24, 25-12, 27-25              |
| 12-10          | ASPTT Mulhouse - RC Cannes              | 3-0 | 25-18, 25-21, 25-16              |
| 12-10          | Mougins - Chamalières                   | 1-3 | 25-23, 20-25, 23-25, 15-25       |
| 12-10          | Vandœuvre Nancy - Venelles              | 3-2 | 22-25, 25-21, 23-25, 25-19, 15-9 |
| 12-10          | Saint-Cloud Paris SF - Volero Le Cannet | 0-3 | 17-25, 15-25, 20-25              |
| 12-10          | Terville Florange - Saint-Raphaël       | 3-1 | 25-23, 25-21, 17-25, 25-18       |
| 12-10          | Béziers - IFVB                          | 3-0 | 25-15, 25-19, 25-10              |

| Quarta giornata |                                    |     |                                   |
|                 |                                    |     |                                   |
| 18-10           | Venelles - Béziers                 | 1-3 | 25-20, 19-25, 16-25, 20-25        |
| 18-10           | Volero Le Cannet - Saint-Raphaël   | 3-0 | 27-25, 25-19, 25-18               |
| 19-10           | IFVB - Terville Florange           | 2-3 | 18-25, 26-24, 22-25, 25-21, 15-17 |
| 19-10           | RC Cannes - Vandœuvre Nancy        | 3-2 | 25-19, 25-22, 20-25, 21-25, 16-14 |
| 19-10           | Marcq-en-Barœul - Mougins          | 3-0 | 25-12, 25-18, 25-18               |
| 19-10           | ASPTT Mulhouse - Nantes            | 3-0 | 25-21, 25-16, 25-17               |
| 19-10           | Chamalières - Saint-Cloud Paris SF | 2-3 | 25-7, 21-25, 25-19, 21-25, 11-15  |

| Quinta giornata |                                     |     |                                   |
|                 |                                     |     |                                   |
| 26-10           | Saint-Cloud Paris SF - Venelles     | 0-3 | 22-25, 21-25, 14-25               |
| 26-10           | Terville Florange - Marcq-en-Barœul | 1-3 | 20-25, 27-25, 20-25, 23-25        |
| 26-10           | Saint-Raphaël - IFVB                | 3-0 | 25-15, 25-17, 25-13               |
| 26-10           | Nantes - RC Cannes                  | 3-2 | 25-21, 28-26, 18-25, 23-25, 18-16 |
| 26-10           | Vandœuvre Nancy - ASPTT Mulhouse    | 1-3 | 25-16, 20-25, 21-25, 19-25        |
| 26-10           | Mougins - Volero Le Cannet          | 0-3 | 22-25, 23-25, 15-25               |
| 26-10           | Béziers - Chamalières               | 3-0 | 25-18, 25-20, 25-14               |

| Sesta giornata |                                  |     |                                   |
|                |                                  |     |                                   |
| 01-11          | Chamalières - Terville Florange  | 3-2 | 21-25, 28-26, 23-25, 25-22, 15-11 |
| 01-11          | Marcq-en-Barœul - Béziers        | 3-2 | 15-25, 25-21, 19-25, 25-19, 15-13 |
| 01-11          | Venelles - Mougins               | 3-1 | 26-24, 25-17, 15-25, 25-21        |
| 01-11          | Nantes - Vandœuvre Nancy         | 3-0 | 25-14, 27-25, 25-22               |
| 02-11          | IFVB - Volero Le Cannet          | 0-3 | 11-25, 19-25, 11-25               |
| 02-11          | RC Cannes - Saint-Cloud Paris SF | 3-0 | 25-16, 25-19, 25-18               |
| 02-11          | ASPTT Mulhouse - Saint-Raphaël   | 3-0 | 25-19, 25-21, 25-12               |

| Settima giornata |                                 |     |                            |
|                  |                                 |     |                            |
| 08-11            | Mougins - ASPTT Mulhouse        | 1-3 | 18-25, 12-25, 25-22, 24-26 |
| 09-11            | IFVB - Chamalières              | 0-3 | 22-25, 16-25, 22-25        |
| 09-11            | Volero Le Cannet - RC Cannes    | 1-3 | 25-22, 23-25, 24-26, 16-25 |
| 09-11            | Saint-Cloud Paris SF - Nantes   | 1-3 | 25-22, 16-25, 14-25, 20-25 |
| 09-11            | Terville Florange - Venelles    | 0-3 | 17-25, 23-25, 22-25        |
| 09-11            | Béziers - Vandœuvre Nancy       | 3-0 | 25-19, 25-16, 25-19        |
| 10-11            | Saint-Raphaël - Marcq-en-Barœul | 0-3 | 13-25, 21-25, 15-25        |

| Ottava giornata |                                        |     |                                   |
|                 |                                        |     |                                   |
| 15-11           | Venelles - IFVB                        | 3-0 | 25-10, 25-21, 25-13               |
| 16-11           | Marcq-en-Barœul - Volero Le Cannet     | 1-3 | 22-25, 25-18, 17-25, 11-25        |
| 16-11           | RC Cannes - Béziers                    | 3-1 | 25-21, 28-26, 22-25, 25-20        |
| 16-11           | Vandœuvre Nancy - Saint-Cloud Paris SF | 3-1 | 22-25, 25-19, 25-14, 25-9         |
| 16-11           | Chamalières - Saint-Raphaël            | 2-3 | 25-20, 23-25, 25-21, 22-25, 10-15 |
| 16-11           | ASPTT Mulhouse - Terville Florange     | 3-1 | 25-22, 21-25, 25-18, 25-13        |
| 16-11           | Nantes - Mougins                       | 3-0 | 25-7, 25-15, 25-10                |

| Nona giornata |                                       |     |                                   |
|               |                                       |     |                                   |
| 23-11         | IFVB - Marcq-en-Barœul                | 0-3 | 19-25, 15-25, 17-25               |
| 17-12         | Saint-Raphaël - Venelles              | 3-0 | 25-23, 25-21, 25-23               |
| 23-11         | Saint-Cloud Paris SF - ASPTT Mulhouse | 0-3 | 16-25, 16-25, 17-25               |
| 03-12         | Volero Le Cannet - Chamalières        | 3-0 | 25-22, 25-20, 25-19               |
| 23-11         | Terville Florange - RC Cannes         | 0-3 | 23-25, 18-25, 19-25               |
| 17-12         | Mougins - Vandœuvre Nancy             | 0-3 | 17-25, 19-25, 20-25               |
| 23-11         | Béziers - Nantes                      | 2-3 | 25-21, 19-25, 25-22, 24-26, 19-21 |

| Decima giornata |                                     |     |                                   |
|                 |                                     |     |                                   |
| 29-11           | Venelles - Volero Le Cannet         | 3-2 | 20-25, 25-16, 26-28, 31-29, 15-12 |
| 30-11           | RC Cannes - IFVB                    | 3-0 | 25-18, 25-13, 25-14               |
| 30-11           | Nantes - Saint-Raphaël              | 3-1 | 25-23, 22-25, 25-21, 25-14        |
| 30-11           | ASPTT Mulhouse - Béziers            | 2-3 | 25-17, 24-26, 21-25, 25-20, 11-15 |
| 30-11           | Saint-Cloud Paris SF - Mougins      | 3-1 | 25-23, 25-23, 21-25, 25-19        |
| 30-11           | Vandœuvre Nancy - Terville Florange | 3-0 | 25-18, 25-17, 25-21               |
| 30-11           | Chamalières - Marcq-en-Barœul       | 1-3 | 20-25, 26-24, 22-25, 17-25        |

| Undicesima giornata |                                          |     |                                   |
|                     |                                          |     |                                   |
| 06-12               | Saint-Raphaël - Vandœuvre Nancy          | 3-0 | 25-17, 28-26, 25-18               |
| 07-12               | IFVB - Nantes                            | 0-3 | 19-25, 14-25, 10-25               |
| 07-12               | Marcq-en-Barœul - RC Cannes              | 3-2 | 24-26, 25-23, 25-23, 23-25, 15-12 |
| 07-12               | Terville Florange - Saint-Cloud Paris SF | 3-0 | 27-25, 25-16, 25-21               |
| 07-12               | Volero Le Cannet - ASPTT Mulhouse        | 3-1 | 25-19, 25-19, 22-25, 25-21        |
| 07-12               | Chamalières - Venelles                   | 1-3 | 25-21, 22-25, 22-25, 22-25        |
| 07-12               | Béziers - Mougins                        | 3-0 | 25-23, 25-18, 26-24               |

| Dodicesima giornata |                                    |     |                                   |
|                     |                                    |     |                                   |
| 10-12               | Saint-Cloud Paris SF - Béziers     | 0-3 | 17-25, 15-25, 19-25               |
| 10-12               | ASPTT Mulhouse - IFVB              | 3-0 | 25-19, 25-14, 27-25               |
| 10-12               | Vandœuvre Nancy - Volero Le Cannet | 3-0 | 25-23, 25-23, 25-22               |
| 10-12               | RC Cannes - Saint-Raphaël          | 3-0 | 25-20, 25-23, 25-20               |
| 10-12               | Nantes - Chamalières               | 3-0 | 25-21, 25-23, 25-17               |
| 11-12               | Mougins - Terville Florange        | 1-3 | 25-20, 22-25, 18-25, 15-25        |
| 11-12               | Venelles - Marcq-en-Barœul         | 3-2 | 25-22, 14-25, 25-18, 16-25, 15-12 |

| Tredicesima giornata |                                        |     |                                   |
|                      |                                        |     |                                   |
| 14-12                | IFVB - Vandœuvre Nancy                 | 0-3 | 15-25, 15-25, 15-25               |
| 14-12                | Saint-Raphaël - Mougins                | 3-1 | 25-19, 24-26, 25-14, 28-26        |
| 14-12                | Marcq-en-Barœul - Saint-Cloud Paris SF | 1-3 | 20-25, 25-27, 25-15, 20-25        |
| 14-12                | Volero Le Cannet - Nantes              | 3-0 | 25-14, 25-23, 25-18               |
| 14-12                | Terville Florange - Béziers            | 2-3 | 29-27, 25-18, 16-25, 15-25, 12-15 |
| 14-12                | Chamalières - RC Cannes                | 1-3 | 13-25, 18-25, 25-23, 21-25        |
| 14-12                | Venelles - ASPTT Mulhouse              | 1-3 | 10-25, 26-24, 20-25, 14-25        |

| Quattordicesima giornata |                                  |     |                                   |
|                          |                                  |     |                                   |
| 21-12                    | Mougins - Venelles               | 0-3 | 25-27, 29-31, 21-25               |
| 21-12                    | RC Cannes - Volero Le Cannet     | 3-0 | 25-20, 25-19, 25-21               |
| 21-12                    | Vandœuvre Nancy - Chamalières    | 3-2 | 26-28, 25-20, 22-25, 26-24, 15-13 |
| 21-12                    | Terville Florange - IFVB         | 3-1 | 25-17, 19-25, 25-23, 25-18        |
| 21-12                    | Nantes - Saint-Cloud Paris SF    | 3-0 | 25-15, 25-16, 25-14               |
| 21-12                    | ASPTT Mulhouse - Marcq-en-Barœul | 3-0 | 25-23, 25-18, 25-13               |
| 21-12                    | Béziers - Saint-Raphaël          | 1-3 | 20-25, 25-11, 29-31, 26-28        |

| Quindicesima giornata |                                  |     |                                  |
|                       |                                  |     |                                  |
| 14-01                 | Vandœuvre Nancy - Béziers        | 3-2 | 25-21, 25-22, 16-25, 23-25, 15-7 |
| 04-02                 | Chamalières - ASPTT Mulhouse     | 0-3 | 23-25, 23-25, 23-25              |
| 14-01                 | Saint-Cloud Paris SF - RC Cannes | 1-3 | 14-25, 16-25, 25-23, 23-25       |
| 15-01                 | Volero Le Cannet - Mougins       | 3-0 | 25-16, 25-16, 25-14              |
| 15-01                 | Venelles - Terville Florange     | 0-3 | 23-25, 21-25, 21-25              |
| 15-01                 | IFVB - Saint-Raphaël             | 0-3 | 16-25, 13-25, 20-25              |
| 15-01                 | Marcq-en-Barœul - Nantes         | 1-3 | 17-25, 25-23, 16-25, 22-25       |

| Sedicesima giornata |                                        |     |                                   |
|                     |                                        |     |                                   |
| 18-01               | Saint-Raphaël - Volero Le Cannet       | 2-3 | 25-23, 25-19, 20-25, 15-25, 11-15 |
| 18-01               | Marcq-en-Barœul - IFVB                 | 3-0 | 25-14, 25-22, 25-16               |
| 18-01               | Nantes - ASPTT Mulhouse                | 3-2 | 25-23, 16-25, 21-25, 25-19, 15-11 |
| 18-01               | Saint-Cloud Paris SF - Vandœuvre Nancy | 0-3 | 19-25, 14-25, 16-25               |
| 18-01               | Terville Florange - Chamalières        | 3-2 | 22-25, 22-25, 27-25, 25-14, 15-10 |
| 18-01               | Mougins - RC Cannes                    | 1-3 | 25-23, 14-25, 23-25, 19-25        |
| 18-01               | Béziers - Venelles                     | 3-0 | 25-18, 25-17, 25-22               |

| Diciassettesima giornata |                                         |     |                                   |
|                          |                                         |     |                                   |
| 25-10                    | IFVB - Venelles                         | 0-3 | 18-25, 22-25, 22-25               |
| 25-10                    | RC Cannes - Nantes                      | 0-3 | 22-25, 18-25, 22-25               |
| 25-10                    | Saint-Raphaël - Terville Florange       | 3-0 | 25-21, 26-24, 26-24               |
| 25-10                    | Chamalières - Mougins                   | 3-2 | 24-26, 20-25, 25-23, 25-21, 15-12 |
| 25-10                    | Volero Le Cannet - Saint-Cloud Paris SF | 3-0 | 25-14, 25-16, 25-15               |
| 25-10                    | ASPTT Mulhouse - Vandœuvre Nancy        | 3-0 | 31-29, 25-18, 25-21               |
| 25-10                    | Béziers - Marcq-en-Barœul               | 3-0 | 25-23, 25-16, 26-24               |

| Diciottesima giornata |                                    |     |                                   |
|                       |                                    |     |                                   |
| 28-01                 | Saint-Cloud Paris SF - Chamalières | 3-0 | 25-19, 25-15, 25-23               |
| 28-01                 | Marcq-en-Barœul - Saint-Raphaël    | 3-1 | 25-12, 26-28, 28-26, 25-23        |
| 28-01                 | Venelles - RC Cannes               | 1-3 | 25-21, 23-25, 27-29, 22-25        |
| 28-01                 | Vandœuvre Nancy - Nantes           | 2-3 | 25-22, 22-25, 25-23, 16-25, 11-15 |
| 29-01                 | Mougins - Béziers                  | 0-3 | 25-27, 21-25, 17-25               |
| 29-01                 | Volero Le Cannet - IFVB            | 3-0 | 25-12, 25-15, 25-20               |
| 29-01                 | Terville Florange - ASPTT Mulhouse | 0-3 | 22-25, 19-25, 15-25               |

| Diciannovesima giornata |                                      |     |                                   |
|                         |                                      |     |                                   |
| 01-02                   | Saint-Raphaël - ASPTT Mulhouse       | 2-3 | 21-25, 25-19, 26-24, 17-25, 10-15 |
| 01-02                   | RC Cannes - Marcq-en-Barœul          | 3-1 | 20-25, 25-19, 25-19, 25-21        |
| 01-02                   | Nantes - Venelles                    | 3-0 | 25-8, 25-22, 25-20                |
| 01-02                   | Chamalières - IFVB                   | 3-0 | 25-22, 25-18, 25-18               |
| 01-02                   | Terville Florange - Volero Le Cannet | 0-3 | 23-25, 16-25, 15-25               |
| 01-02                   | Vandœuvre Nancy - Mougins            | 3-0 | 25-21, 25-21, 25-18               |
| 01-02                   | Béziers - Saint-Cloud Paris SF       | 3-1 | 20-25, 25-18, 25-23, 25-19        |

| Ventesima giornata |                                       |     |                                   |
|                    |                                       |     |                                   |
| 07-02              | Venelles - Saint-Raphaël              | 1-3 | 28-26, 23-25, 17-25, 22-25        |
| 08-02              | IFVB - Mougins                        | 0-3 | 15-25, 13-25, 19-25               |
| 08-02              | RC Cannes - Chamalières               | 3-1 | 25-22, 23-25, 25-19, 25-17        |
| 08-02              | Marcq-en-Barœul - Terville Florange   | 3-0 | 25-20, 25-21, 25-20               |
| 08-02              | ASPTT Mulhouse - Saint-Cloud Paris SF | 3-0 | 25-14, 25-17, 25-15               |
| 08-02              | Nantes - Béziers                      | 2-3 | 25-21, 21-25, 25-22, 24-26, 14-16 |
| 08-02              | Volero Le Cannet - Vandœuvre Nancy    | 3-0 | 25-9, 25-11, 27-25                |

| Ventunesima giornata |                                        |     |                            |
|                      |                                        |     |                            |
| 15-02                | Saint-Raphaël - RC Cannes              | 0-3 | 14-25, 31-33, 25-27        |
| 15-02                | ASPTT Mulhouse - Volero Le Cannet      | 1-3 | 25-16, 23-25, 21-25, 21-25 |
| 15-02                | Saint-Cloud Paris SF - Marcq-en-Barœul | 0-3 | 24-26, 26-28, 22-25        |
| 15-02                | Mougins - Nantes                       | 1-3 | 25-20, 19-25, 14-25, 18-25 |
| 15-02                | Venelles - Chamalières                 | 3-0 | 25-20, 25-19, 25-13        |
| 15-02                | Vandœuvre Nancy - IFVB                 | 3-0 | 26-24, 25-19, 25-22        |
| 15-02                | Béziers - Terville Florange            | 3-1 | 20-25, 25-17, 25-22, 25-19 |

| Ventiduesima giornata |                                      |     |                                   |
|                       |                                      |     |                                   |
| 21-02                 | Saint-Raphaël - Saint-Cloud Paris SF | 0-3 | 21-25, 19-25, 25-27               |
| 22-02                 | IFVB - Béziers                       | 0-3 | 14-25, 19-25, 20-25               |
| 22-02                 | RC Cannes - ASPTT Mulhouse           | 2-3 | 31-33, 25-20, 25-18, 16-25, 12-15 |
| 22-02                 | Marcq-en-Barœul - Vandœuvre Nancy    | 3-0 | 25-19, 25-17, 25-21               |
| 22-02                 | Terville Florange - Mougins          | 2-3 | 25-19, 17-25, 22-25, 25-21, 12-15 |
| 22-02                 | Chamalières - Nantes                 | 0-3 | 15-25, 16-25, 11-25               |
| 23-02                 | Volero Le Cannet - Venelles          | 3-2 | 25-11, 23-25, 22-25, 25-18, 15-9  |

| Ventitreesima giornata |                                          |     |                            |
|                        |                                          |     |                            |
| 29-02                  | Nantes - IFVB                            | 3-0 | 25-10, 25-15, 25-17        |
| 29-02                  | Marcq-en-Barœul - Chamalières            | 3-0 | 25-13, 25-10, 25-15        |
| 29-02                  | Volero Le Cannet - Béziers               | 3-1 | 25-15, 25-27, 25-22, 25-19 |
| 29-02                  | Saint-Cloud Paris SF - Terville Florange | 3-0 | 25-17, 25-21, 25-20        |
| 29-02                  | Vandœuvre Nancy - RC Cannes              | 1-3 | 25-23, 23-25, 21-25, 16-25 |
| 29-02                  | Mougins - Saint-Raphaël                  | 3-0 | 25-22, 25-22, 25-18        |
| 29-02                  | ASPTT Mulhouse - Venelles                | 3-1 | 25-11, 23-25, 25-16, 25-23 |

| Ventiquattresima giornata |                                     |     |                                  |
|                           |                                     |     |                                  |
| 06-03                     | Venelles - Saint-Cloud Paris SF     | 3-0 | 25-23, 25-14, 25-17              |
| 07-03                     | IFVB - ASPTT Mulhouse               | 0-3 | 11-25, 14-25, 21-25              |
| 07-03                     | Saint-Raphaël - Nantes              | 0-3 | 19-25, 17-25, 15-25              |
| 07-03                     | Mougins - Marcq-en-Barœul           | 0-3 | 15-25, 17-25, 16-25              |
| 07-03                     | Terville Florange - Vandœuvre Nancy | 2-3 | 26-24, 15-25, 25-23, 21-25, 8-15 |
| 07-03                     | Chamalières - Volero Le Cannet      | 0-3 | 14-25, 19-25, 12-25              |
| 07-03                     | Béziers - RC Cannes                 | 3-1 | 25-17, 20-25, 25-22, 25-22       |

| Venticinquesima giornata |                                 |   |           |
|                          |                                 |   |           |
| -                        | RC Cannes - Terville Florange   | - | annullata |
| -                        | Marcq-en-Barœul - Venelles      | - | annullata |
| -                        | Nantes - Volero Le Cannet       | - | annullata |
| -                        | Saint-Cloud Paris SF - IFVB     | - | annullata |
| -                        | Vandœuvre Nancy - Saint-Raphaël | - | annullata |
| -                        | Chamalières - Béziers           | - | annullata |
| -                        | ASPTT Mulhouse - Mougins        | - | annullata |

| Ventiseiesima giornata |                                    |   |           |
|                        |                                    |   |           |
| -                      | Saint-Raphaël - Chamalières        | - | annullata |
| -                      | Béziers - ASPTT Mulhouse           | - | annullata |
| -                      | Volero Le Cannet - Marcq-en-Barœul | - | annullata |
| -                      | Mougins - Saint-Cloud Paris SF     | - | annullata |
| -                      | Venelles - Vandœuvre Nancy         | - | annullata |
| -                      | IFVB - RC Cannes                   | - | annullata |
| -                      | Terville Florange - Nantes         | - | annullata |

#### Classifica
| Pos. | Squadra                   | Pt | G  | V  | P  | SV | SP | Ratio | PF    | PS    | Ratio |
| ---- | ------------------------- | -- | -- | -- | -- | -- | -- | ----- | ----- | ----- | ----- |
| 1.   | ASPTT Mulhouse            | 60 | 24 | 20 | 4  | 66 | 22 | 3,000 | 2 092 | 1 726 | 1,212 |
| 2.   | Nantes                    | 59 | 24 | 21 | 3  | 65 | 23 | 2,826 | 2 063 | 1 713 | 1,204 |
| 3.   | Volero Le Cannet          | 55 | 24 | 19 | 5  | 61 | 25 | 2,440 | 2 017 | 1 682 | 1,199 |
| 4.   | Béziers                   | 54 | 24 | 18 | 6  | 63 | 29 | 2,172 | 2 144 | 1 896 | 1,131 |
| 5.   | RC Cannes (-2)            | 54 | 24 | 18 | 6  | 61 | 30 | 2,033 | 2 155 | 1 924 | 1,120 |
| 6.   | Vandœuvre Nancy           | 40 | 24 | 14 | 10 | 48 | 40 | 1,200 | 1 955 | 1 869 | 1,046 |
| 7.   | Marcq-en-Barœul (-3)      | 38 | 24 | 14 | 10 | 49 | 37 | 1,324 | 1 950 | 1 829 | 1,066 |
| 8.   | Venelles                  | 34 | 24 | 11 | 13 | 45 | 45 | 1,000 | 1 943 | 2 019 | 0,962 |
| 9.   | Saint-Raphaël             | 31 | 24 | 10 | 14 | 37 | 47 | 0,787 | 1 845 | 1 933 | 0,954 |
| 10.  | Terville Florange         | 24 | 24 | 7  | 17 | 34 | 58 | 0,586 | 1 935 | 2 098 | 0,922 |
| 11.  | Saint-Cloud Paris SF (-1) | 18 | 24 | 7  | 17 | 25 | 57 | 0,439 | 1 615 | 1 935 | 0,835 |
| 12.  | Chamalières               | 17 | 24 | 5  | 19 | 28 | 62 | 0,452 | 1 812 | 2 077 | 0,872 |
| 13.  | Mougins                   | 12 | 24 | 4  | 20 | 22 | 62 | 0,355 | 1 704 | 1 983 | 0,859 |
| 14.  | IFVB                      | 2  | 24 | 0  | 24 | 5  | 72 | 0,069 | 1 342 | 1 888 | 0,711 |

      Retrocessa in Élite.
Note:
Il RC Cannes ha scontato 4 punti di penalizzazione, di cui 2 sospesi, per irregolarità finanziarie.
Lo Saint-Cloud Paris SF ha scontato 2 punti di penalizzazione per comunicazione inesatta agli organi di controllo, poi ridotti ad 1 in seguito a conciliazione fra la società e la FFVB.
Il Marcq-en-Baroeul ha scontato 3 punti di penalizzazione per non conformità alle decisioni degli organi di controllo.

## Verdetti
| Squadra          | Qualificazione           |
| ---------------- | ------------------------ |
| ASPTT Mulhouse   | Champions League 2020-21 |
| Nantes           | Champions League 2020-21 |
| Volero Le Cannet | Coppa CEV 2020-21        |
| Béziers          | Coppa CEV 2020-21        |
| RC Cannes        | Challenge Cup 2020-21    |
| Mougins          | Élite 2020-21            |

## Statistiche
| Rendimento individuale | Rendimento individuale | Rendimento individuale | Rendimento individuale |
| Pos.                   | Nome                   | Punti                  | Squadra                |
| ---------------------- | ---------------------- | ---------------------- | ---------------------- |
| 1                      | Malina Terrell         | 473                    | Béziers                |
| 2                      | Anna Lazareva          | 445                    | Volero Le Cannet       |
| 3                      | Laetitia Moma Bassoko  | 409                    | ASPTT Mulhouse         |
| 4                      | Nadija Kodola          | 352                    | RC Cannes              |
| 5                      | Karolina Goliat        | 347                    | Marcq-en-Barœul        |
| 6                      | Christelle Tchoudjang  | 342                    | Chamalières            |
| 7                      | Eli Uattara            | 339                    | Venelles               |
| 8                      | Leah Hardeman          | 308                    | Chamalières            |
| 8                      | Janisa Johnson         | 308                    | Béziers                |
| 10                     | Fatou Diouck           | 307                    | RC Cannes              |

| Attacchi vincenti | Attacchi vincenti     | Attacchi vincenti | Attacchi vincenti |
| Pos.              | Nome                  | Punti             | Squadra           |
| ----------------- | --------------------- | ----------------- | ----------------- |
| 1                 | Malina Terrell        | 414               | Béziers           |
| 2                 | Anna Lazareva         | 395               | Volero Le Cannet  |
| 3                 | Laetitia Moma Bassoko | 363               | ASPTT Mulhouse    |
| 4                 | Nadija Kodola         | 330               | RC Cannes         |
| 5                 | Christelle Tchoudjang | 300               | Chamalières       |
| 6                 | Karolina Goliat       | 288               | Marcq-en-Barœul   |
| 7                 | Eli Uattara           | 283               | Venelles          |
| 8                 | Monika Šalkuté        | 272               | Venelles          |
| 9                 | Fatou Diouck          | 268               | RC Cannes         |
| 10                | Polina Bratuhhina     | 260               | Terville Florange |

| Muri vincenti | Muri vincenti         | Muri vincenti | Muri vincenti     |
| Pos.          | Nome                  | Punti         | Squadra           |
| ------------- | --------------------- | ------------- | ----------------- |
| 1             | Tamara Matos          | 79            | Venelles          |
| 2             | Léandra Olinga-Andela | 69            | ASPTT Mulhouse    |
| 3             | Kristina Jordanska    | 61            | Marcq-en-Barœul   |
| 4             | Alison Bastianelli    | 58            | Béziers           |
| 5             | Mira Todorova         | 57            | RC Cannes         |
| 6             | Mariam Sidibé         | 56            | Terville Florange |
| 7             | Amandha Sylves        | 54            | Nantes            |
| 8             | Olena Charčenko       | 49            | Volero Le Cannet  |
| 9             | Janisa Johnson        | 44            | Béziers           |
| 10            | Ashlyn MacGregor      | 41            | Terville Florange |

| Battute vincenti | Battute vincenti      | Battute vincenti | Battute vincenti |
| Pos.             | Nome                  | Punti            | Squadra          |
| ---------------- | --------------------- | ---------------- | ---------------- |
| 1                | Laetitia Moma Bassoko | 36               | ASPTT Mulhouse   |
| 1                | Eli Uattara           | 36               | Venelles         |
| 3                | Malina Terrell        | 31               | Béziers          |
| 4                | Alison Bastianelli    | 25               | Béziers          |
| 4                | Karolina Goliat       | 25               | Marcq-en-Barœul  |
| 4                | Amandha Sylves        | 25               | Nantes           |
| 7                | Lucille Gicquel       | 23               | Nantes           |
| 7                | Annayka Legros        | 23               | Saint-Raphaël    |
| 7                | Karin Palgutová       | 23               | Vandœuvre Nancy  |
| 7                | Carli Snyder          | 23               | ASPTT Mulhouse   |
| 7                | Yeisy Soto            | 23               | Béziers          |